# Павло Івлєв
Павло Петрович Івлєв (нар. 6 січня 1970,  Хімки, Московська область, Росія ) — російський юрист, нині політичний біженець у США. Івлєв консультував ЮКОС і його колишнього голову і генерального директора Михайла Ходорковського, і йому пред'явили обвинувачення російською владою в рамках суперечливої справи проти Ходорковського та інших вищих керівників ЮКОСа, в ході якої повідомлялося про порушення прав людини та верховенства права. . 

## Освіта
Павло Івлєв народився в Хімках Московської області . Він отримав ступінь юриста в Московському державному університеті імені Ломоносова в 1993 році та продовжив освіту в Літній юридичній школі Колумбійського університету в Амстердамі та в Лондонському університеті королеви Мері . В університетські роки Івлєв познайомився з Василем Алексаняном, Світланою Бахміною та іншими, які згодом були замішані у справі ЮКОСа, а також був однокурсником майбутнього першого віце-прем'єра Росії Ігоря Шувалова . У 1993 році Івлєв був прийнятий до колегії адвокатів і незабаром був запрошений до московської міжнародної юридичної фірми ALM Feldmans, де до 1997 року він піднявся до заступника керуючого партнера  

## Кар'єра

### Росія
Через зв'язки Івлєва з МДУ ALM Feldmans придбав ЮКОС як свого клієнта. Фірма надавала юридичні консультації як ЮКОСу, так і його основним акціонерам і керівникам Михайлу Ходорковському та Платону Лебедєву . Івлєв працював над структуруванням бізнесу ЮКОСа за межами Росії та оптимізацією оподаткування.  Починаючи з листопада 2004 року, ALM Feldmans став об'єктом ширшої атаки на ЮКОС та його радників. В офісі компанії провели обшук, допитали юристів. 16 листопада Івлєв вилетів до США.  У січні 2005 року він возз'єднався з дружиною та дітьми в США 
Незважаючи на шантаж російських правоохоронних органів, Івлєв відмовився давати (неправдиві) викривальні свідчення проти своїх клієнтів. У грудні 2005 року Басманний районний суд Москви видав ордер на арешт Івлєва за звинуваченням у розтраті на загальну суму 399 мільярдів рублів (приблизно 13,7 мільярдів доларів США за курсом січня 2004 року) і відмиванні грошей . У 2006 році Інтерпол випустив червоне повідомлення на запит Росії, однак пізніше воно було скасовано, оскільки Інтерпол визнав справу Івлєва переважно політичною. 
У травні 2019 року Хамовницький районний суд Москви визнав Івлєва винним у розтраті 195 мільйонів тонн нафти на суму понад 1 трильйон рублів (приблизно 34,5 мільярда доларів США за курсом січня 2004 року) і відмиванні 133 мільярдів рублів (приблизно 4 6 мільярдів доларів США за курсом січня 2004 року) і заочно засудив його до 10 років колонії суворого режиму    

### Сполучені Штати
У США Івлєв отримав громадянство і оселився в Нью-Джерсі . Він продовжив свою юридичну практику в Kaganer and Partners і відкрив власний консультаційний центр для консультування людей, які покинули Росію через політичний чи економічний тиск. Зокрема, Івлєв співпрацює з Інтерполом і допомагає своїм клієнтам скасовувати запити про затримання та екстрадицію, які надходять від російської влади. Як зазначив Івлєв, Росія зловживала міжнародною правоохоронною системою для переслідування людей за кордоном.    
In 2009, Ivlev co-founded the Committee for Russian Economic Freedom which advocates for economic and civil rights in Russia. Since 2016, Ivlev has led KRES Poliskola, an educational project that helps to integrate people from post-soviet states into modern society through the study of history and culture. Ivlev played an important role in the Yukos shareholders v. Russia arbitration proceedings at the Permanent Court of Arbitration. Ivlev assisted the Russian politician Alexey Navalny in the civil investigation of the fraudulent procurement of drilling rigs by the VTB Leasing and also hired Navalny as his attorney in the proceedings related to the Yukos case.
У 2012 році ЗМІ пов'язували Івлєва з витоком документів про інвестиційну діяльність Ігоря Шувалова в The Wall Street Journal і The Financial Times .  Згідно з наданим документом, з 2000 року сім'я Шувалова майже напевно використовувала інсайдерську інформацію під час торгівлі акціями "Газпрому", отримавши десятки мільйонів доларів США. Витік документів став грандіозним скандалом  і викликав етичну дискусію в російській юридичній спільноті щодо моральної відповідальності професійного юриста. Івлєв ніколи не підтверджував, чи був він джерелом витоку, але зазначив, що навіть у такому випадку він не порушуватиме адвокатську таємницю, оскільки Шувалов ніколи не був його довірителем.  